# Курт Райнике фон Каленберг
Курт Райнике (II) фон Каленберг (на немски: Curt Reinicke (II) von Callenberg; * 22 октомври 1651, дворец Мускау; † 20/21 април 1709, Дрезден) е граф на Каленберг.

## Произход
Той е син на фрайхер Курт Райнике фон Каленберг (1607 – 1672), граф на Мускау, и съпругата му бургграфиня Урсула Катарина цу Дона (1622 – 1671), наследничка на Мускау, дъщеря на Карл Кристоф фон Дона (1595 – 1625) и Урсула Бригита фон дер Шуленбург. Внук е на Херман фон Каленберг (1539 – 1610), полковник-лейтенант на френска служба, и Маргарета фон Боденхаузен (1564 – 1618).
Баща му е от 1645 г. фогт на Горна Лужица, издигнат е на фрайхер през 1651 г., през 1652 г. е камерхер и съветник в Курфюрство Саксония, и е издигнат на граф през 1654 г.
Курт Райнике (II) фон Каленберг умира на 57 години на 21 април 1709 г. в Дрезден и е погребан в Мускау.

## Фамилия
Курт Райнике фон Каленберг се жени на 30 декември 1673 г. в Дрезден за фрайин Урсула Регина Мария фон Фризен (* 27 август 1658, Дрезден; † 29 октомври 1714, Мускау), дъщеря на фрайхер Хайнрих III фон Фризен (1610 – 1680) и Мария Маргарета фон Лютцелбург (1632 – 1689). Те имат 16 деца:
- Мария Маргарета фон Каленберг (1674 – 1685)
- Йохан Георг фон Каленберг (1676 – 1677)
- Курт Райнике фон Каленберг (* 1678; † 6 март 1708)
- Урсула Катарина фон Каленберг (* 13 май 1679)
- Хенриета Елеонора фон Каленберг (* 3/11 юни 1682; † 6 март/май 1710), омъжена през май 1705 г. за граф Ото Вилхелм фон Шьонбург-Лихтенщайн (* 14 ноември 1678; † 15 август 1747)
- Мария Шарлота фон Каленберг (* 1681/1684; † 8 ноември 1722), омъжена за Кристиан Левин Лудвиг фон Линар (* 11/21 декември 1681; † 2 ноември 1721)
- Хайнрих фон Каленберг (* 10 февруари 1685; † 27 април 1772)
- Ото Карл фон Каленберг-Ветезинген (* 18 февруари 1686; † 16 май 1759), женен за Катарина Кристина фон Холщайн (* 25 март 1692; † 28 април 1770)
- Йохана София фон Каленберг (* 14 април 1687; † 28 февруари 1705)
- Лудвиг Август фон Каленберг (* 1 юни 1688; † сл. 1701/1703)
- Георг Вилхелм фон Каленберг (* 1690)
- Луиза Амалия Евгения фон Каленберг (* 19 ноември 1691; † 9 август 1751), омъжена за Лудвиг фон Дюневалд
- Фридрих Максимилиан фон Каленберг (* 5 ноември 1693;† 2 март 1713, Хузум)
- Август Хайнрих Готлоб фон Каленберг-Янисхаузен (* 30/31 май 1695; † 10/11 август 1766, Дрезден), женен за Шарлота Катарина фон Бозе (* 20 май 1702; † 9 ноември 1766)
- Йохан Александер фон Каленберг (* 12 март 1697, Мускау; † 13 февруари 1776, Мускау), женен I. на 27 декември 1716 г. за Хелена Мариана Шарлота фон Тенцзин (* 3 януари 1694; † 1740/1741), II. на 3 октомври 1741 г. в Байхлинген за Рахел Луиза Хенриета фон Вертерн-Байхлинген (* 22 февруари/март 1726; † 27 април 1753)
- Кристиана София фон Каленберг (* 17 февруари 1703; † 23 декември 1775), омъжена на 20 февруари 1726 или 1727 г. за граф Фридрих Кристиан фон Цинцендорф-Потендорф (* 6 април 1697, Виена; † 15 декември 1756, Гауерниц, Саксония)